# Izsuševanje in razvoj pokrajine Everglades
Izsuševanje in razvoj pokrajine Everglades se je začela v 19. stoletju. Med drugo seminolsko vojno, ki se je začela leta 1836, je bila naloga vojske Združenih držav najti Seminole v mokrišču Everglades in jih ubiti. Takšne misije so bile priložnost, da vojska  področje podrobno zariše. Po ugotovitvah zgodovinarjev je nacionalni interes po širitvi in napredku v poznem 19. stoletju povečal interes po izsuševanju Everglades za kmetijsko rabo. Od sredine 19. stoletja pa vse do sredine 20. stoletja so bile ZDA prepričane, da izsuševanje mokrišč ni sporno, ampak se je to zdela dobra priložnost. Izsuševanje se je začelo zaradi velikega finančnega in političnega interesa, predvsem pa pomanjkanja razumevanja geografije in ekologije tega področja. Everglades je sicer naravna pokrajina v subtropskih mokriščih v južnem delu ameriške zvezne države Florida in zajema južno polovico velikega razvodja. Sistem se začne v bližini Orlanda pri reki Kissimmee, ki se izliva v veliko, vendar plitko jezero Okeechobee. Voda zapusti jezero v deževnem obdobju kot počasna reka, široka 97 kilometrov in dolga več kot 160 km, ki teče proti jugu čez apnenčaste police in se izliva v Mehiški zaliv na jugu države. Hamilton Disston je bil leta 1881 prvi, ki je začel z izsušitvijo pokrajine. Disstonov poizkus je bil neuspešen, a zemlja ki jo je kupil s pomočjo vlagateljev je vseeno prinesla ekonomsko rast in porast prebivalstva v pokrajini. To je pritegnilo Henrya Flagerja, da zgradi železnico skozi vzhodno obalo Floride vse do Key Westa. S pomočjo železnice se je lahko začel nastanek novih mest in novih kmetijski površin. Ob kandidaturi za guvernerja leta 1904 je Napoleon Bonaparte Broward obljubil, da bo izsušil Everglades. Njegovi projekti so bili kasneje bolj uspešni od Disstonovih. S povečanim številom ljudi so prišli tudi lovci, ki so bili neregistrirani in so imeli uničujoč vpliv na tamkajšnje močvirske ptice, aligatorje in druge živali. Hurikana, ki sta v letih 1926 in 1928 povzročila katastrofalno škodo in poplavljanje jezera Okeechobee sta vzpodbudila Army Corps of Engineers, da so zgradili nasip okoli jezera. Ob nadaljnjih poplavah v letu 1947 so začeli z gradnjami kanalov po vzhodnem delu Floride. Everglades so po drugi svetovni vojni, po tem ko je ponovno močno naraslo število prebivalstva in je nastal projekt Central and Southern Flood Control, razdelili na več območij. Ta območja so bila ločena z umetnimi kanali in vodovodnimi sistemi, ki so zagotavljali vodo v kmetijski dejavnosti in na novonastalih urbanih območjih. Leta 1960 pa je prišlo do preobrata. Ob želji po gradnji letališča ob Nacionalnem parku Everglades je državni interes postal obnoviti oz. zaščititi Everglades.

## Raziskovanje
Vpletenost Američanov v Everglades se je začela med drugo seminolsko vojno (1836-42).To je bil drag in nepriljubljen spor, v katerem so Združene države porabile med 30 in 40 milijoni dolarjev in izgubile med 1500 in 3000 življenj. Vojska Združenih držav je izgnala Seminole v mokrišča Everglades in dobila nalogo, da jih tam porazi in preseli v indijanski rezervat v Oklahomi. Okoli 4000 Seminolov je bilo ubitih ali pa so jih preselili. Vojska Združenih držav je bila popolnoma nepripravljena na razmere, ki so jih našli v mokrišču Everglades. Vojaki so si trgali oblačila, uničevali obuvala na neravni apnenčasti podlagi in bili izpostavljeni invaziji komarjev. Veliko življenj je vzela okužba z gangreno, kot posledica odprtih ran na nogah, stopalih in rokah. Mnogo jih je umrlo zaradi bolezni, povezanimi s komarji. General Thomas Jesup je vojnemu ministru leta 1838 napisal, da je bil teren za ameriško vojsko neznosen in ga s tem želel odvrniti od nadaljnje vojne na tem področju. Mnenje o vrednosti Floride za Združene države je bilo deljeno: nekateri so bili mnenja, da je to neuporabna zemlja močvirij in divjih živali, med tem ko so drugi območje imeli za darilo boga za državno blaginjo. Komentarji v vojaški in mornarski kroniki so leta 1838 podpirali nadaljnji razvoj vzhodne Floride. Vojaški preboj na vzhodni Floridi je omogočil zarisovanje delov te pokrajine. Še leta 1823 so bili v uradnih poročilih skeptični glede obstoja velikega jezera, dokler se ni leta 1837 vojska srečala s Seminoli na bitki za jezero Okeechobee. Leta 1840 je Colonel William Harney vodil odpravo v Everglades, ki je bila maščevanje na prehodne ponavljajoče napade nanj in na njegova skladišča orožja. Glavna tarča je bil poglavar z imenom Chekika. Harneyjeva vojska je štela 90 vojakov in 16 kanujev. Poročilo z vojaškega pohoda nekega vojaka v St. Augustine News je bila prva tiskana izdaja o mokrišču Everglades, namenjena širši populaciji. Ta anonimni pisatelj je opisal lov na poglavarja Chekiko in teren, ki so ga med tem morali prečkati: »Nobena pokrajina za katero sem slišal, ni podobna tej; izgleda kot prostrano morje trave in zelenih dreves. Zelo je prikladna za umik in skrivanje Indijancev, izgleda kot pokrajina po kateri jih belci naj nikoli ne bi preganjali«. Glavno krivdo za vojaški neuspeh niso pripisali vojaški (ne)pripravljenosti, težavam z zalogami, vodenju ali superiorni taktiki Indijancev (Seminolov), temveč neprehodnemu terenu. Nek vojaški kirurg je napisal: »V bistvu je to najbolj odvratna regija v kateri bi lahko živeli, popoln raj za Indijance, aligatorje, kače, žabe in vse ostale gnusne plazilce.« Zdi se, da je pokrajina narekovala ekstremne odzive občudovanja in sovraštva. Leta 1897 je raziskovalec Hugh Willoughby osem dni potoval s kanujem, od ustja reke Harney River do Miami River. Svoja opažanja je pisal za New Orleans Times. Willoughby je vodo opisal kot zdravo in čisto, z mnogimi izviri in 10 000 aligatorji »več ali manj« v Lake Okeechobee. Willoughby je razkril, da je večina pokrajine, razen tega dela Floride, že bila raziskana in izrisana. Napisal je: »Imamo področje zemlje, 130 milj dolgo in 70 milj široko, ki je tako nepoznano belcem, kot srce Afrike«.